# Der perfekte Rockstar
Der perfekte Rockstar (Originaltitel: Pixel Perfect) ist ein amerikanischer Fantasyfilm des Regisseurs Mark A. Z. Dippé aus dem Jahr 2004 mit Raviv Ullman, Leah Pipes und Spencer Redford. Er zählt zur Reihe der Disney-Channel-Original-Movies.

## Handlung
Samantha ist die Frontsängerin der Band Zetta Byte, die jedoch nur wenig erfolgreich ist. Ihr guter Freund, der Computerspezialist Roscoe möchte ihr helfen und erschafft eine holographische Sängerin, die er Loretta Moderne nennt. Dazu nutzt er Technologien, die sein Vater erfunden hat. Mit ihr gelingt der Band der Durchbruch, denn Roscoe kreiert das Hologramm ganz nach den Wünschen der Zuschauer. Als Samantha jedoch merkt, dass sich Roscoe in Loretta zu verlieben beginnt, wird sie eifersüchtig. Loretta hingegen wäre gerne ein echter Mensch und kämpft mit ihrer Perfektion. Sie begibt sich schließlich auf der Suche nach ihrer wahren Identität in das Internet und verpasst so einen wichtigen Auftritt. Samantha sieht ihre Chance gekommen und nimmt den Auftritt – verkleidet als Loretta – wahr. Beim Crowdsurfing verletzt sie sich jedoch schwer; die Verkleidung fliegt auf und sie muss in ein Krankenhaus. Loretta erfährt von dem Unglück und verbindet sich über ein EEG-Gerät mit Samanthas Gehirn. Dort trifft sie auf Samantha und erkennt, dass auch das nicht-perfekte Leben als ein Mensch mit Gefahren verbunden ist. Sie sorgt dafür, dass Samantha wieder gesund wird und erscheint fortan bei den Auftritten Samanthas als „guter Geist“. Roscoe hingegen erkennt seine wahren Gefühle für Samantha und die beiden werden ein Paar.

## Erstausstrahlung
Der Film wurde am 16. Januar 2004 in den USA, am 21. Januar 2004 in Großbritannien und am 4. September 2005 in Deutschland auf ProSieben erstmals ausgestrahlt.

## Kritik
„Rockige Mischung aus Musik- und Fantasyfilm.“

„Schwungvolle Disney-Komödie, die übliche Unverbindlichkeiten und Klischees aneinander reiht. Zum Happy End siegt das ‚wirkliche‘ Mädchen, das Selbstvertrauen gewinnt und über sich hinaus wächst.“